# Yacunã Tuxá
Sandy Eduarda de Santos Vieira (Floresta, Pernambuco, 1993), conhecida por Yacunã Tuxá é uma artista visual indígena e ativista brasileira. Trabalha como ilustradora, desenhista, pintora, colagista e escritora. Destaca-se por suas ilustrações digitais que retratam a pluralidade das mulheres indígenas.

## Biografia
Yacunã (filha da terra) Tuxá (povo) é a caçula de uma família de quatro irmãos. É ativista e artista da Terra Indígena Tuxá de rodelas, no norte do Estado da Bahia (BA), um povo ribeirinho do "Velho Chico", e residente em Salvador/ BA. Yacunã é graduada em Letras pela Universidade Federal da Bahia (UFBA). Yacunã também atua como liderança em defesa da causa indígena LGBTQIA+.
Yacunã aprendeu desde criança como é ser indígena e como ser resistência para o seu povo. Sendo uma ativista que trabalha em prol da causa LGBTQIA+, suas obras retratam sempre mulheres. Mulheres que demonstram sua força e sua autonomia, mulheres longe daquela visão romântica e estereotipada, conforme as personagens da literatura brasileira, entre elas, a Iracema, tentam mostrar. Em uma de suas exposições, "Filhas da Terra e suas Resistências Invisíveis", composta por quatro ilustrações digitais, Yacunã mostra as mulheres indígenas em contextos diferentes, e sempre fortalecendo a sua identidade e sonhos. Yacunã é de uma geração que recebeu forte influência do ativismo indígena local. Nasceu após a construção da barragem Luiz Gonzaga, usina hidrelétrica localizada na cidade de Petrolândia, que foi inaugurada em 1988, e esta construção foi que retirou de seu local original, sua aldeia "Tuxá-mãe", sendo realocada para a região de Rodelas.

## Arte Indígena Contemporânea
O contemporâneo da arte indígena está nos momentos que marcam a arte indígena, nos momentos que se conectam as mudanças sociais, políticas e a luta pelos direitos constitucionais, e que são elementos recorrentes nas produções artísticas indígenas, entre eles, tentativa de extermínio físico das populações indígenas; a integração dos povos indígenas e a tentativa de apagamento das culturas e identidades originárias. E mesmo a arte indígena sendo vista por algumas pessoas, como arte primitiva, a contemporânea reforça a dimensão coletiva. Produções que retratam geralmente, a vida em comunidade e as necessidades diárias e tradicionais do povo indígena, e ao mesmo tempo, traz uma ruptura, reflexão e uma intervenção cultural. Também traz a pluralidade quando compreende os diferentes aspectos e significações da tribo, ancestralidade, particularidades da vida social, o contato com a natureza e com o coletivo. Yacunã usou suas obras, como ferramenta de luta contra o racismo, e para a defesa dos povos indígenas. Em sua arte contemporânea, contempla a espiritualidade, memória e sabedoria das anciãs de seu povo. Uma arte indígena contemporânea que constrói novas estratégias de resistência entre a aldeia e a cidade grande.
Yacunã retrata mulheres indígenas livres, fortes, guerreiras, longe dos moldes impostos pela colonização.
Na exposição de Véxoa: "Nós Sabemos", no Tramas de Arte (sala virtual reservada pela UFRGS para exposições), a artista Daiara Tukano fala sobre Yacunã Tuxá e sua arte, que mostra o genocídio da invisibilidade, do estereótipo, do racismo repetido a cada dia. Conversa como o passado e com o presente, e está carregadas de futuro.

## Prêmios e Contribuições

### 2020
- Artista premiada na exposição Projeto um outro céu, com a obra: Memória (2020).[6]

### 2022
- Contribuição na campanha Choose Earth.[7]

## Exposições

### 2019
- Artistas indígenas fogem dos rótulos: "Ninguém aqui é Iracema".[8]

### 2020
- Exposição Palavras dentro de palavras - Galeria paralela.[9]
- Pinacoteca de SP abre mostra coletiva somente com artistas indígenas.[10]
- Vogue Hope: conheça 12 colaboradores da edição de setembro.[11]

### 2021
- Exposição Hoje somos muitas árvores.[12]
- Exposição Véxoa: nós sabemos, curadoria de Naine Terena, 2020-2021.[11]

### 2022
- Imagens que não se conformam, curadoria de Marcelo Campos e Paulo Knauss, 2021-2022.[13]
- Exposição na coletiva Por muito tempo acreditei ter sonhado que era livre no Instituto Tomie Ohtake, curadoria de Priscyla Gomes, 2022.[3]

### 2019
- "Yacunã Tuxá - Mulher Indígena, Sapatão e Artista em Salvador" Um documentário de Raquel Franco.[14]

### 2020
- IMS convida Yacunã Tuxá.[1]

- 7 Mulheres Indígenas Contam Sobre Como Entraram e Porquê Permanecem no Ativismo.[15]
- A ilustradora Yacunã Tuxá exalta a resistência das mulheres indígenas - Revista Cláudia.[4]

### 2021
- Programa Artérias do SescTV.[16]

### 2022
- Canal Arte 1 - Arte Indígena Contemporânea – Ep. 8: Yacunã Tuxá.[17]
- Conexão Bahia - Confira um papo com a ativista indígena Yacunã Tuxá.[18]
- Jornal Correio. Caneta, papel e resistência: conheça a arte da baiana Yacunã Tuxá.[2]